# 王佐良 (1916年)

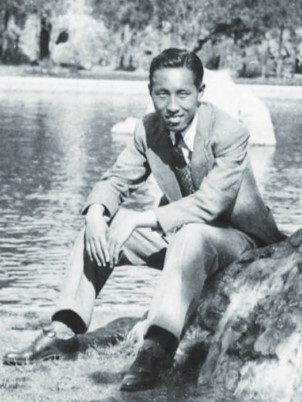
1939年在昆明的王佐良

王佐良（1916年2月12日—1995年1月19日），男，浙江上虞人，中国现代诗人、翻译家、英国文学研究专家。

## 生平
1929年至1934年在武昌文华中学读书，后进清华大学。1939年毕业于清华大学外文系，后任清华大学（西南联合大学）助教、讲师。抗战后考取第九届中英庚款公费留学，1947年秋赴牛津大学研究英国文学。1949年9月建国前夕回国，应聘到北京外国语学院任教授。

## 社会兼职
曾任北京外国语学院顾问兼外国文学研究所所长，中国外语教学研究会副会长，中国英语教学研究会会长，中国莎士比亚研究会副会长，中国作协理事，《外国文学》主编。

## 主要作品
- 《英国十七世纪剧作家约翰·韦勃斯透的文学声誉》
- 《英国文学论文集》
- 《英国文体学论文集》
- 《中外文学之间》
- 《论契合比较文学研究集》
- 《照澜集》